# Vordingborg Kommune (1970-2006)
Vordingborg Kommune i Storstrøms amt blev dannet ved kommunalreformen i 1970. Ved strukturreformen i 2007 blev den udvidet til den nuværende Vordingborg Kommune ved indlemmelse af Langebæk Kommune, Møn Kommune og Præstø Kommune.

## Tidligere kommuner
Vordingborg havde været købstad, men det begreb mistede sin betydning ved kommunalreformen. 4 sognekommuner blev lagt sammen med Vordingborg købstad til Vordingborg Kommune:
| Kommune     | Folketal 1. januar 1970 | Byer                                             |
| ----------- | ----------------------- | ------------------------------------------------ |
| Vordingborg | 11.613                  | Vordingborg og Nyråd                             |
| Kastrup     | 2.133                   | Vordingborg (bydelene Kastrup og Neder Vindinge) |
| Køng-Lundby | 2.399                   | Køng og Lundby                                   |
| Sværdborg   | 1.139                   | Klarskov                                         |
| Ørslev      | 1.205                   | Ørslev                                           |
| I alt       | 18.489                  |                                                  |

Vordingborg Kommune fik desuden Udby sognekommune fra Bøgebjerg Kommune, der var dannet i starten af 1960'erne og desuden bestod af de 2 sognekommuner Beldringe og Bårse, som kom til Præstø Kommune. Ved folketællingen i november 1960 havde Udby 574 indbyggere.

## Sogne
Vordingborg Kommune bestod af følgende sogne:
- Kastrup Sogn (Vordingborg Kommune) (Hammer Herred)
- Køng Sogn (Vordingborg Kommune) (Hammer Herred)
- Lundby Sogn (Vordingborg Kommune) (Hammer Herred)
- Sværdborg Sogn (Hammer Herred)
- Udby Sogn (Vordingborg Kommune) (Bårse Herred)
- Vordingborg Sogn (Bårse Herred)
- Ørslev Sogn (Vordingborg Kommune) (Bårse Herred)

## Borgmestre[4]
| Periode   | Navn            | Parti             |
| --------- | --------------- | ----------------- |
| 1970-1974 | Holger Jensen   | Socialdemokratiet |
| 1974-1984 | Børge Lundgaard | Socialdemokratiet |
| 1984-1990 | Jørn Nielsen    | Socialdemokratiet |
| 1990-1994 | Arni Berg       | Socialdemokratiet |
| 1994-1998 | Elvar Thomsen   | Venstre           |
| 1998-2006 | Bent Pedersen   | Socialdemokratiet |